# Bezirksverwaltungsbehörde
Bezirksverwaltungsbehörde ist in Österreich die abstrakte Bezeichnung für die Behörde, die in einem Bezirk für die Besorgung der ihr in Bundes- beziehungsweise Landesgesetzen übertragenen Aufgaben der allgemeinen staatlichen Verwaltung in erster Instanz sachlich und örtlich zuständig ist.

## Organisatorisches
Die Bezirksverwaltungsbehörde ist in der Regel die Bezirkshauptmannschaft, die organisatorisch zur Gebietskörperschaft jenes Bundeslandes gehört, in dem die Bezirkshauptmannschaft ihren Amtssitz hat. In einer Stadt mit eigenem Statut hat die Stadt als Gebietskörperschaft gemäß Art. 116 B-VG neben den Aufgaben der Gemeindeverwaltung auch die der Bezirksverwaltung zu besorgen. Die Bezirke sind – anders als zum Beispiel in Deutschland – keine Gebietskörperschaften, sondern lediglich Verwaltungssprengel.
Die Bezirksverwaltungsbehörden sind:
- Die Bezirkshauptmannschaften, die jeweils von einem von der Landesregierung bestellten Bezirkshauptmann geleitet werden. Dem Bezirkshauptmann kommen als Leiter der Behörde alle Zuständigkeiten zu, die er jedoch delegieren kann. Behörde ist jedoch die Bezirkshauptmannschaft selbst.[5]
- Die Bürgermeister der Städte mit eigenem Statut (mit Ausnahme von Wien), der von den Bürgern der jeweiligen Statutarstadt oder ihrem Gemeinderat gewählt wird. Der Magistrat steht dem Bürgermeister als Geschäftsstelle zur Verfügung, ist jedoch selbst nicht Bezirksverwaltungsbehörde.[6]
- Der Magistrat der Stadt Wien (Art. 109 B-VG).[7]

Die einzig verbleibende Politische Expositur Gröbming ist nur eine Dienststelle, die innerhalb der örtlichen Zuständigkeit einer Bezirkshauptmannschaft Liezen einen eigenen Bereich verwaltet, und keine eigene Behörde.

## Zuständigkeit
Der Begriff der jeweils zuständigen Bezirksverwaltungsbehörde wird sowohl vom Gesetzgeber als auch in der Vollziehung durch die Verwaltung verwendet und umschreibt in abstrakter Form die Zuständigkeit. Die Zuständigkeiten wird den Bezirksverwaltungsbehörden nicht nur durch die einzelnen Gesetze zugewiesen. So sieht § 2 AVG vor, dass in der mittelbaren Bundesverwaltung die Zuständigkeit, soweit besondere Vorschriften nicht bestehen, bei den Bezirksverwaltungsbehörden liegt. Die Länder haben teilweise vergleichbare Bestimmungen auf Landesebene geschaffen. § 26 Abs. 1 VStG sieht eine solche Zuständigkeit für Verwaltungsstrafsachen vor. Aus den Vorschriften über die örtliche Zuständigkeit ergibt sich dann, welche Bezirksverwaltungsbehörde konkret angesprochen ist. Soweit besondere Vorschriften nicht bestehen, richtet sich die örtliche Zuständigkeit nach dem AVG nach dem Wohnsitz oder Firmensitz des Antragstellers oder der Lage des Grundstücks, in Verwaltungsstrafsachen nach dem VStG nach dem Ort einer Verwaltungsübertretung.
Die sachliche Zuständigkeit umfasst:
- die Vollziehung der Gesetze des Bundes im Agrar-, Einwohnermelde-, Forst-, Gesundheits-, Gewerbe-, Wasser-, Umwelt- und Verkehrsrecht als mittelbare Bundesverwaltung, sowie als Sicherheitsbehörde im Fremdenrecht
- die Vollziehung der Gesetze des Landes im Jugendwohlfahrt-, Behinderten- und Sozialrecht und Naturschutzrecht als unmittelbare Landesverwaltung, sowie als Behörde im Katastrophenschutz (Katastrophenschutzreferent).
- die Unterstützung der Gemeinden und ihrer Bürgermeister bei der Besorgung der örtlichen Aufgaben der Gemeindeverwaltung (Gemeindeautonomie) im Bau- und Raumordnungsrecht durch Sachverständige („Bezirksarchitekt“); häufig sind diese Aufgaben durch eine Delegierungsverordnung an die Bezirkshauptmannschaft zu Besorgung als mittelbare Gemeindeverwaltung übertragen worden.

Die Bezirksverwaltungsbehörde ist in erster Instanz für die Vollziehung der Gesetze von Bund und Land gleichermaßen zuständig und verantwortlich. Funktionell tritt die Bezirksverwaltungsbehörde dabei entweder als Organ des Bundes oder als Organ des Landes auf:
- Die Landesverwaltung umfasst die Vollziehung der Gesetze des jeweiligen Landes und die ausnahmsweise von den Ländern zu vollziehenden Bundesgesetze (Art. 11 B-VG); in diesen Angelegenheiten ist sie der Landesregierung weisungsgebunden.
- Die mittelbare Bundesverwaltung umfasst die Vollziehung der Bundesgesetze, für die keine Bundesbehörden bestehen und die auch nicht ausnahmsweise in die Landesverwaltung fallen. In diesen Angelegenheiten ist die Bezirksverwaltungsbehörde dem Landeshauptmann als deren Träger weisungsgebunden, der diesbezüglich dem zuständigen Bundesminister untersteht.
- Die Sicherheitsverwaltung nimmt eine Sonderstellung ein, da für sie mit den Landespolizeidirektion Bundesbehörden bestehen. Die Sicherheitsbehörde I. Instanz ist jedoch die Bezirksverwaltungsbehörde; davon sind jedoch einige Städte ausgenommen, wo die Landespolizeidirektion selbst Sicherheitsbehörde I. Instanz ist. In diesen Angelegenheiten ist die Bezirksverwaltungsbehörde der Landespolizeidirektion weisungsgebunden, die dem Bundesminister für Inneres untersteht.

## Rechtsmittel
Gegen Entscheidungen der Bezirksverwaltungsbehörde ist in der Regel die Beschwerde an die Landesverwaltungsgerichte zulässig.